# نهر مارتن الجليدي
نهر مارتن الجليدي طوله 40 كم، هو نهر جليدي في ولاية ألاسكا، الولايات المتحدة الأمريكية . يتدفق إلى الجنوب الغربي من بداية نهر مارتن.